# 스포원파크 보조경기장
스포원파크 보조경기장(스포원파크補助競技場, Spo 1 Park Auxiliary Stadium)은 대한민국 부산광역시에 있는 스포츠 시설이다. 인조잔디 필드가 갖춰진 경기장이며, 2009년에 준공되었다.

## 참고 문헌
- “스포원파크 보조경기장”. 부산시설공단.
- 《2023 전국 공공체육시설 현황 (2022년 12월말 기준)》. 대한민국 문화체육관광부. 2024.

## 같이 보기
- 스포원파크